# Куандыков, Болатбек Баянович
Куандыков, Болатбек Баянович (14.02.1969, Кашкансуский с/о, Кармакшинский р-н, Кызылординская обл.), аким Кызылординской области, кандидат экономических наук.

## Биография
Родился 14 февраля 1969 года в Кашкансуском аульном округе Кармакшинского района Кызылординской области. Образование — высшее, кандидат экономических наук.
После окончания школы трудился в 1986 году в СМУ-39 города Алматы. В 1994 году окончил Казахскую государственную академию управления по специальности экономист.
В 1992—1996 годах работал бухгалтером-экономистом кооперативного предприятия «Лидер» (г. Алматы), бухгалтером-экономистом международного акционерного общества «Адам-ата», экономистом, ведущим экономистом, начальником отдела, начальником управления Национального банка Республики Казахстан.
С 1996 года являлся начальником Кызылординского областного управления Национального банка Республики Казахстан, заместителем акима, первым заместителем акима Кызылординской области, директором департамента Министерства экономики и бюджетного планирования, вице-министром по чрезвычайным ситуациям.
С 2007 года — государственный инспектор Администрации Президента.
13 мая 2008 года Указом Президента Республики Казахстан назначен акимом Кызылординской области.
13 ноября 2013 года Указом Президента Республики Казахстан № 691 создано «Агентство Республики Казахстан по защите прав потребителей» путём реорганизации Министерства Здравоохранения РК,  которое возглавил Куандыков Болатбек Баянович http://online.zakon.kz/Document/?doc_id=30179197.           

## Награды
|  |  | Медаль «20 лет независимости Республики Казахстан» |

- Орден Курмет[1]
- Медаль «10 лет Астане»
- Медаль «20 лет независимости Республики Казахстан» (2011)[2]